# 直軸測投影
直軸測投影（、英: orthogonal axonometry）は対象の直交座標軸が単一投影面上に傾いて写される直投影である。軸測投影（英: axonometric projection）とも。

## 概要
直軸測投影は直投影によるアクソノメトリーである。言い換えれば、対象の直交座標系がなす全ての座標面が投影面と平行にならない直投影である。主軸（座標軸）に沿った立方体があればその正面・側面・上面がひとつの投影図で見えることになり、対象の形状を単面投影で充分に表現できる。
投影面と投影線がなす角度という観点から、直軸測投影は斜軸測投影と対比される。また主軸と投影面がなす角度および単面投影/複面投影の観点から、直軸測投影は主投影（正投影）と対比される。
直軸測投影は様々な観点から更に分類できる（⇒#分類）。

## 分類

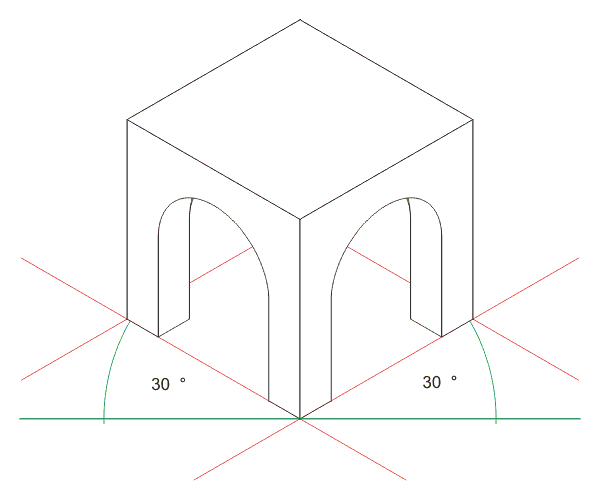
等角投影

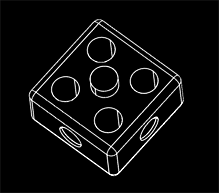
二等角投影

直軸測投影は投影された主軸間の関係により以下のように分類できる：
- 等角投影
- 二等角投影（、英: dimetric projection）[5]
- 不等角投影（、英: trimetric projection）[6]

## 名称
直軸測投影は軸測投影（英: axonometric projection）とも呼称される。
「軸測投影」の語は多義的である（⇒軸測投影）。より広義な語であるアクソノメトリーを指す場合がある。使い分けは文脈に依るため注意が必要である。